# Órbita (anatomia)
A órbita é uma cavidade do esqueleto da face em forma de pirâmide onde estão inseridos o bulbo do olho, músculos, nervos, vasos e o aparelho lacrimal. A parede superior é formada pelos ossos frontal e esfenóide; a parede medial pelo etmóide, esfenóide, lacrimal e frontal; a parede inferior ou assoalho pela maxila, zigomático e palatino; a parede lateral pelo processo frontal do zigomático e asa maior do esfenóide. O ápice da órbita fica no canal óptico, formado pela asa menor do esfenóide.
A base que abre para a face possui quatro margens:
1. margem superior: osso frontal
2. margem inferior: ossos maxilar e zigomático
3. margem medial: ossos frontal, lacrimal e maxilar
4. margem lateral: ossos zigomático e frontal

## Conteúdo
A cavidade contém o bulbo do olho, o nervo óptico, os músculos extrínsecos do bulbo do olho, fáscia, nervos, vasos, gordura, glândula e saco lacrimais.

### Músculos

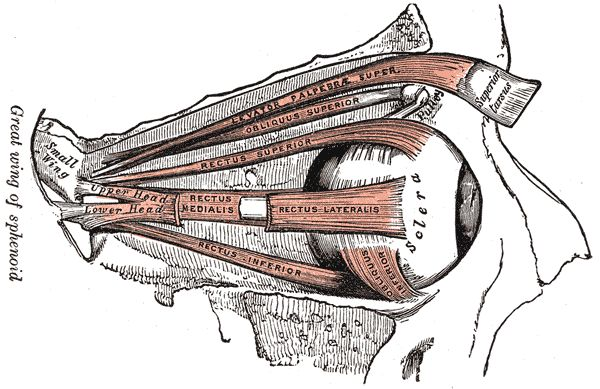
Músculos da órbita. Pela imagem, é possível visualizar a forma piramidal da cavidade.

Os músculos da órbita são responsáveis pela movimentação da pálpebra superior e do olho. São eles o músculo levantador da pálpebra superior, os quatro retos (superior, medial, inferior e lateral) e os dois oblíquos (superior e inferior).

### Inervação
Todos os músculos da órbita são supridos pelo nervo oculomotor, com exceção dos músculos oblíquo superior e reto lateral, supridos pelo nervo troclear e nervo abducente, respectivamente.
Além deles, passam pela órbita os nervos oftálmico, lacrimal, frontal, que suprem a pálpebra superior, fronte e escalpo, o nasociliar, e ciliares curtos.

### Vascularização
A órbita é suprida pelas artérias oftálmica e infraorbital. O sangue é drenado pelas veias oftálmica superior e oftálmica inferior.

## Fratura
As paredes medial e inferior são finas e podem ser fraturadas por golpe. O deslocamento das paredes pode causar um tipo de lesão chamada "fratura por explosão", podendo envolver os seios etmoidais e esfenoidais, em caso de fratura da parede medial, e o seio maxilar, em caso de fratura da parede inferior. A parede superior é mais resistente, mas é fina e um objeto pontiagudo pode penetrá-la, atingindo o lobo frontal do cérebro.
Uma fratura normalmente causa sangramento e, como consequência, aumento de pressão do olho e exoftalmia. Estruturas adjacentes podem ser afetadas e causar sangramento no seio maxilar, deslocamento dos dentes maxilares, fratura dos ossos nasais.